# The Darkness II
The Darkness II är en förstapersonsskjutare utvecklat av Digital Extremes och gavs ut av 2K Games till Microsoft Windows, Playstation 3, Xbox 360 och OS X. Spelet är uppföljaren till The Darkness från 2007. Manuset för spelet skrevs av serietidningsförfattaren Paul Jenkins, som tidigare arbetat med serietidningsserien The Darkness. Spelet var planerat att släppas den 10 juli 2011 och sedan den 4 oktober 2011, men båda dessa datum försenades. Istället gavs spelet ut den 7 februari 2012 i Nordamerika, den 10 februari 2012 i Europa och Australien och den 23 februari 2012 i Japan.

## Röstskådespelare
- Brian Bloom - Jackie Estacado
- Mike Patton - The Darkness
- Stefanie E. Frame - Jenny Romano
- William Salyers - Victor Valente
- David Hoffman - Johnny Powell / Jerry
- Anastasia Baranova - Angelus / Venus / Olika röstroller
- Bill Lobley - Bragg / Olika röstroller
- Barbara Goodson - Aunt Sarah / Olika röstroller
- André Sogliuzzo - Frank / Olika röstroller
- Brian Tochi - Inugami / Olika röstroller
- Chris Tardio - Eddie / Edward
- Daniel Hugh Kelly - Muttley / Olika röstroller
- Dave Fennoy - JP Dumond
- David Hoffman - Johnny Powell / Jerry
- David Shaughnessy - Jimmy Wilson
- Frank Ashmore - Jimmy the Grape / Dr. James
- James Murray - Peevish / Olika röstroller
- Joe Hanna - Tony Cannoli / Olika röstroller
- Joe Sabatino - Fred / Olika röstroller
- Johanna Parker - Shoshanna
- Jonathan Roumie - Enzo / Olika röstroller
- John Cygan - Leo / Olika röstroller
- Keith Silverstein - Plank / Olika röstroller
- Ken Garito - Wiseguy / Olika röstroller
- Michael Yurchak - Dolfo / Adolf / Olika röstroller
- Peter Newman - Darkling
- Phil Idrissi - Butcher
- Rick Pasqualone - Vinnie / Olika röstroller
- Roger Jackson - Crudd